# Gustavo Alcalde Sánchez
Gustavo Alcalde Sánchez (Calatayud, 16 de agosto de 1955) es un médico y político español.

## Biografía
Estudió y se licenció en Medicina y Cirugía por la Universidad de Zaragoza. Es médico Titular de Atención Pública Domiciliaria por oposición y especialista en Medicina Familiar y Comunitaria. Desde 1988 hasta 1991 fue Jefe del servicio Provincial de Sanidad, Bienestar Social y Trabajo de la Diputación General de Aragón en Teruel.
Miembro del Partido Popular de Aragón, ha ocupado distintos cargos como diputado regional en las Cortes de Aragón y senador por designación de la Comunidad Autónoma tras las elecciones autonómicas de 1995 y las de 2003.
El 6 de mayo de 2001, el entonces presidente del Partido Popular, Manuel Giménez Abad fue asesinado por la banda terrorista ETA en Zaragoza. Debido a esa tragedia, Alcalde le sustituyó en el cargo.
El 25 de mayo de 2003, tuvieron lugar las elecciones autonómicas en el que Gustavo Alcalde era el candidato del PP para volver a recuperar la presidencia de la Diputación General de Aragón. Pero su partido perdió más de 30.000 votos y 6 diputados respecto a la cita con las urnas del 13 de junio de 1999. A diferencia que en el resto de España, en Aragón el Partido Popular recibió un «castigo» con un grave retroceso electoral en las autonómicas. Peso mucho la oposición de la sociedad aragonesa al Plan Hidrológico Nacional (PHN) y en menor medida el apoyo del gobierno de Aznar a la invasión estadounidense de Irak.
El 20 de noviembre de 2004, Alcalde fue reelegido como presidente del PP aragonés. Cabe destacar que en ese congreso popular, Alcalde estructuró a su medida el comité ejecutivo del partido, en donde se marginó al sector del que fue alcalde de Zaragoza (2000-2003), José Atarés.
El 3 de octubre de 2006, según lo establecido en el artículo 146 de la Constitución española, Gustavo Alcalde fue uno de los tres ponentes aragoneses en el Congreso de los Diputados, para que fuera tramitado como ley la reforma del Estatuto de Autonomía de Aragón.
Cuatro años después volvió a ser el candidato por el PP para la presidencia del Gobierno de Aragón. Las elecciones autonómicas se celebraron el 27 de mayo de 2007, en ellas volvió a vencer el PSOE —logrando 30 escaños—. El PP logró 23 diputados (uno más que en 2003) a pesar de que perdiera más de 12.000 votos respeto a la anterior cita con las urnas de hace cuatro años.
El 8 de noviembre de 2008 Luisa Fernanda Rudi le sucedió en la dirección del PP de Aragón.
Asimismo, fue diputado en el Congreso entre 1996 y 1999.
El 5 de enero de 2012 fue nombrado delegado de Gobierno de Aragón. Permaneció en ese cargo hasta el 18 de junio de 2018, donde fue sustituido por. En esa etapa

## Cargos desempeñados
- Jefe del servicio Provincial de Sanidad, Bienestar Social y Trabajo en Teruel (1988-1991).
- Senador por la provincia de Zaragoza (1993-1996).
- Diputado por la provincia de Zaragoza en el Congreso de los Diputados (1996-1999).
- Diputado por la provincia de Zaragoza en las Cortes de Aragón (1999-2011).
- Presidente del PP de Aragón (2001-2008).
- Presidente del Grupo Popular en las Cortes de Aragón (2001-2008).
- Senador designado por las Cortes de Aragón (2003-2008).
- Delegado del Gobierno en la Comunidad Autónoma de Aragón (2012-2018).